# Археологическая карта
Археологическая карта — специальный сборник, в котором дана всесторонняя научная характеристика археологических, культурных, обрядовых и других памятников определенного региона: местонахождение, эпоха возникновения, архитектурные особенности. Археологическая карта составляется на основе выводов археологических исследований, проведенных во время разведывательных работ и раскопок. В связи с этим археологическая карта определенного региона показывает степень его изученности с археологической точки зрения.